# 香港高登討論區
香港高登討論區（英語：Hong Kong Golden Forum，簡稱：香港高登或高登）是香港一個初由Dr. Jim開設的網上討論區。討論區於2000年開始營運，最初網站主要提供電腦資訊，及附設多個主題分類討論區，約於2006年後，高登會員經常惡搞一些社會知名人士、時事人物圖片，又間接創造了一些網路術語，逐漸受到部分香港傳媒的關注，更有媒體（如《蘋果日報》和《明報》）引用高登會員的意見和二次創作作品，使高登一度成為全港最具影響力的論壇之一。可是，討論區因網速緩慢、手機軟件簡陋、充斥大量政治打手、管理質素低下、管理員政治審查並經常胡亂封禁會員賬號，而令很多會員不滿，終在2016年分裂成LIHKG討論區，高登亦因而流失大量用戶，瀏覽量急劇下跌。高登現時的影響力已大不如前，網絡地位已基本被LIHKG取代。至2022年，高登的Alexa瀏覽排名已從最高峰期的全港前20名大跌至250開外。

## 網站歷史
1999年，在銀行IT部門工作的「DrJim」和五位同事成立高登，總投資約20萬元。營運至2003年、轉售給科域盈創有限公司（Fevaworks）營運管理至2008年，再轉交子公司AM&C營運，現任行政總裁為林祖舜。

## 網主評價
行政總裁林祖舜曾接受主持陶傑訪問，他認為是高登網民是真實版的香港人，有一成是外國用戶，網民當中以年輕人較多，各級收入階層人士都有。

## 誹謗訴訟
2011年2月，香港高等法院宣判東方報業集團控告香港高登討論區管理公司的誹謗訴訟（案件編號：HCA 2140/2008 & 597/2009），裁定指控內提出的香港高登討論區網民留言屬誹謗。在案件中涉嫌誹謗的言論，乃是記述東方報業創辦人馬惜珍於1978年涉嫌販賣毒品，及其後棄保潛逃至台灣的已被其他傳媒刊登過的事件。討論區的管理公司因為沒有及時刪除其中一則誹謗性留言，要向原告賠償10萬港元。東方報業集團表示「對於該批發放誹謗言論的網民，會不惜耗費人力物力追究到底」。東方報業集團在此次訴訟已花了約200萬港元律師費。法院於3月裁定，被告需負擔案件合併後原告訟費的三分之一，另外東方報業集團不滿意原審結果，於3月提出上訴，惟在2012年1月被上訴庭駁回，維持原判。另外2011年3月東方報業集團指香港高登討論區再有多項誹謗性留言，再次入稟控告香港高登討論區管理公司。
另外，香港富商楊受成於2011年3月入稟香港法院，控告討論區有誹謗他的文章。

## 管理員濫權封禁事件
於LIHKG討論區開設後，高登開始頻繁出現封禁用戶的情況。被封禁者多數曾發表言論支持或宣傳LIHKG，後來發展至私訊或留言內容出現「LIHKG」者即會被封禁，而至今有大量帳號受影響。事件更引起用戶隱私問題，因情況反映會員間的私訊可能會經系統或管理員檢閱。

## 評價

### 負面
- 香港經濟日報有報道指香港高登討論區「每天有近6萬條新留言，8成含粗口、誹謗、人身攻擊及「起底」內容（大部份起底內容是自編自作，以言論針對攻擊，詆毀而作出不實的謊言，嚴重傷害及影響他人聲譽）」，除了公開事主個人資料外，更「惡搞」他們的照片。[20]

- 前藝員暨專欄作家袁彌明在雜誌《號外》認為：「做大事的男人怎會在高登打東西，你上去就代表你真的不是做大事的」。之後她在自己的博客補充：「高登人的行為，就是一推（堆）諸事的人訴說諸事是非，討論著沒有take-away的討論，不是無聊費時是什麼」，並勸籲上高登的人空餘時不如多找朋友聯誼、做做運動和增值自己。[21][自述来源]

- 香港青年智庫高級研究員趙善軒：「網絡憤青（甚至憤中或憤伯）.....他們活躍於高登、香港人網、Facebook等地（「憤青在那裡活躍」不等於「在活躍那裡的都是憤青」），口說公義，卻對不同意見施展惡毒的人身攻擊，亂扣帽子，大有「非我朋友，即我敵人」之勢。討論問題不愛提出理據，甚至沒有推論。有人說「香港難以在中共專權下達致真普選」，就把他為打為親共，連分析、評論和意見都分不清楚。當然，無名無性之網民，質素也不必講究。然而，香港的政治生態一旦為他們所主導，走向民粹主義，後果就不堪設想。」[22]

- 商業電台叱咤903節目主持陳強：「幼稚園學生未成熟，沒能力控制自己......在校園中失禁，我們不會罵他，因為他還很小嘛。但那些在「高登討論區」中作惡的人都不讀幼稚園了，怎麼控制自己的能力還那麼差？他們在網上面跟人道理說不通，就想辨法欺凌人家，言語暴力、起底、改圖……將人家的心靈傷害到最深，要人家收口或者恐懼，明明是最下流的欺凌，大家不可能覺得沒所謂吧？他們中，不少人的智慧也真的只達幼稚園學生的水平。」[23]

- 專欄作家梁穎妍：「如果懂得利用環境去找到屬於自己和讓自己生存得有點與別不同的空間是叫罪過，那麼，那群一天到晚沉迷上「高登討論區」罵港女、中女的男人大可繼續賜予我們不只幾宗罪。反正，就像 Erica 說： 「做大事的男人怎會上高登打東西，你上去就代表你真的不是做大事的」。而我，則會形容這群男生，是只懂用腦袋來自瀆的可憐蟲。」[24][自述来源]

- 前香港立法會議員游蕙禎：「仲上高登？上LIHKG啦。」[25][自述来源]

- 香港國際關係學者沈旭暉：「網民不滿高登討論區網速慢、手機軟件簡陋、開始政治審查等原因，而另起爐灶......其實這個案例，等於一個政府無法提供合理公共服務，市民為了自身權益，而誤打誤撞建立了新虛擬國度，開始的時候，就充滿自發和庶民意味。」[8]

## 相關組織
- 香港高登足球聯隊（簡稱高足聯），由高登一眾熱愛足球人士於2006年組成，至今約有30名常駐球員。
- 高登音樂台由幾位一直於香港高登討論區發佈二創音樂作品的會員於2017年10月成立，並曾經與香港歌手李彩華、鄭敬基、黃大鈞、翁靜晶等名人合作，題材以時事、娛樂、惡搞及生活相關為主。

## 相關
- 小丑神
- 硬膠文化
- 巴絲打 (月刊)
- 品蔥

## 官方網站
- 香港高登討論區
- 香港高登討論區
- 手機版高登討論區